# Ge Fei (badminton)
Pour les articles homonymes, voir Ge Fei.
Dans ce nom chinois, le nom de famille, Ge, précède le nom personnel.
Ge Fei (en chinois simplifié : 葛菲), née le 9 octobre 1975 à Nantong en Chine, était une joueuse professionnelle de badminton dans les années 1990. Elle est l'une des plus grandes légendes de ce sport en double dames en remportant à deux reprises les Jeux olympiques (1996 et 2000). Elle fut invaincue pendant plus de quatre ans associée à son amie d’enfance Gu Jun.

## Carrière professionnelle
Parmi ses nombreux titres internationaux, Ge Fei remporta deux médailles d'or d'affilée en double dames avec Gu Jun et le championnat du monde avec son compatriote de mixte Liu Yong. Elle a également été membre de l'équipe de Chine pour la Uber Cup en 1998 et 2000. Elle prit sa retraite après les Jeux olympiques de 2000 où elle remporta la médaille d'or.

### Palmarès: Compétitions internationales
| Rang                      | Catégorie    | Année | Lieu                   |
| ------------------------- | ------------ | ----- | ---------------------- |
| Jeux olympiques :         |              |       |                        |
| 1                         | Double dames | 2000  | Sydney, Australie      |
| 1                         | Double dames | 1996  | Atlanta, États-Unis    |
| Championnats du monde :   |              |       |                        |
| 1                         | Double dames | 1999  | Copenhague, Danemark   |
| 1                         | Double dames | 1997  | Glasgow, Écosse        |
| 1                         | Double mixte | 1997  | Glasgow, Écosse        |
| 3                         | Double mixte | 1999  | Copenhague, Danemark   |
| 3                         | Double mixte | 1995  | Lausanne, Suisse       |
| Jeux asiatiques :         |              |       |                        |
| 1                         | Double dames | 1998  | Bangkok, Thaïlande     |
| Championnats asiatiques : |              |       |                        |
| 1                         | Double dames | 1999  | Kuala Lumpur, Malaisie |
| 1                         | Double dames | 1998  | Bangkok, Thaïlande     |
| 1                         | Double mixte | 1995  | Beijing, Chine         |
| 1                         | Double dames | 1995  | Beijing, Chine         |
| 1                         | Double dames | 1994  | Shanghai, Chine        |
| Uber Cup :                |              |       |                        |
| 1                         | Équipe       | 2000  | Kuala Lumpur, Malaisie |
| 1                         | Équipe       | 1998  | Hong Kong, Hong Kong   |
| Sudirman Cup :            |              |       |                        |
| 1                         | Équipe       | 1997  | Glasgow, Écosse        |

### Palmarès: Tournois internationaux
| Rang | Catégorie    | Année                              | Tournoi                    |
| ---- | ------------ | ---------------------------------- | -------------------------- |
| 1    | Double dames | 2000                               | Open de Malaisie           |
| 1    | Double mixte | 1997                               | Open d'Angleterre          |
| 1    | Double dames | 1996, 1997, 1998, 2000             | Open d'Angleterre          |
| 1    | Double mixte | 1997                               | Open de Suisse             |
| 1    | Double dames | 1997, 1998                         | Open de Suisse             |
| 1    | Double mixte | 1997                               | Open de Corée              |
| 1    | Double dames | 1997                               | Open de Corée              |
| 1    | Double dames | 1996, 1997                         | Badminton World Cup        |
| 1    | Double dames | 1995                               | Open d'Indonésie           |
| 1    | Double dames | 1994, 1995, 1997, 1998             | Open de Singapour          |
| 1    | Double mixte | 1997                               | World Badminton Grand Prix |
| 1    | Double dames | 1994, 1995, 1996, 1997, 1998, 1999 | World Badminton Grand Prix |
| 1    | Double dames | 1995, 1997, 1998, 1999             | Open du Japon              |
| 1    | Double dames | 1993, 1994, 2000                   | Open de Thaïlande          |

## Vie privée
Ge Fei est mariée avec l'ancien champion du monde chinois de badminton Sun Jun.